# Del Shannon
Del Shannon (Grand Rapids, Michigan, 30. prosinca 1934. - Santa Clarita, Kalifornija, 8. veljače 1990.), američki rock and roll pjevač, koji je svjetsku slavu postigao hitom iz 1961. - Runaway (autor: Del Shannon, #1 u Americi).

## Životopis
Del Shannon, pravim imenom  Charles Weedon Westover, rođen je u Grand Rapidsu, država Michigan. Odrastao je u Coopersvilleu,  malom predgrađu Grand Rapidsa. Kao dječak učio je svirati ukulele i gitaru, i slušao tadašnje popularne country glazbenike poput Hanka Williamsa, Hanka Snowa i Lefty Frizzella. 1954. pozvan je u američku vojsku, koju je odslužio u Njemačkoj, tamo je u vojnom sastavu Cool Flames svirao gitaru.
Po povratku iz vojske, preselio se u Battle Creek, Michigan i zaposlio u tvornici namještaja, kao vozač kamiona i prodavač tepiha. Našao je dodatni posao kao ritam gitarista u sastavu pjevača Douga DeMotta, nastupajući u 'Hi-Lo Clubu'. DeMott je izbačen iz sastava 1958. i Westover je preuzeo vođenje grupe i preuzeo poziciju glavnog vokala. Sastav je promijenio ime u 'Big Little Show Band', a i Westover svoje ime mijenja u umjetničko - Charlie Johnson. Na početku 1959. uzeli su sastav Maxa Crooka, s instrumentom kojeg je sam konstruirao musitronom (klaviolinom, vrsta električnih mono orgulja), dakle prvi su imali rani prototip sintisajzera na svijetu. Crook je uz to već imao iskustva sa snimanjem i produkcijom, a i neke veze s tadašnjim izdavačima. Tako su dospjeli u Detroit kod 'Talent Artists, Inc' (Harry Balk i Irving Micahnik), i potpisali ugovor s njima, da će biti studijski glazbenici i kompozitori za diskografsku kuću 'Big Top Records'. Na sugestiju Balka, Westover je promijenio ime u Del Shannon.
Nakon toga je Del Shannon otišao u New York i snimio svoju stariju pjesmu "Little Runaway", sada s novim instrumentom 'musitronom', i to je postao veliki hit "Runaway" (1961.) Uslijedile su nove uspješnice; "Hats Off to Larry", "So Long, Baby, "Little Town Flirt (1962.) Shannon je postao jako popularan u Britaniji (i ostaloj Europi). On je prvi američki pjevač koji je osjetio talent Beatlesa, tako da je već 1963. snimio njihov hit "From Me to You", tako je dospio na američke top liste i prije samih Beatlesa.
1963. se razišao sa svojim manadžerima i diskografskom kućom, tako da je osnovao vlastitu 
tvrtku 'Berlee Records'.
Na vrh top ljestvica vratio se 1964., pjesmom "Handy Man" (pjesmom Jimmyja Jonesa iz 1960.), i "Do You Wanna Dance" (pjesmom Bobbyja Freemana iz 1958.). Zatim su slijedili hitovi "Keep Searchin" (#3 u britaniji, #9 u americi) i "Stranger in Town" (1965.). Godine 1966. Shannon je prepjevao hit Stonesa "Under My Thumb", a Peter and Gordon su objavili njegovu kompoziciju, "I Go To Pieces" i zabilježili priličan uspjeh.
Shannonova karijera došla je u veliku krizu tijekom sedamdesetih godina (zbog promjene glazbenog ukusa i problemima s alkoholom), gdje je u osam godina snimio samo jedan album Drop Down and Get Me. Nakon toga nastupao je na koncertima povodom raznih obljetnica i posveta, sve do svoje tragične smrti.

### Smrt
8. veljače 1990., Shannon je izvršio samoubojstvo, pucajući si u glavu, u svom domu u Santa Clariti, Kalifornija (blizu Los Angelesa).

### Nakon smrti
Zbog njegovog izuzetnog doprinosa razvoju ranog rock and rolla, Shannon je uvršten u kuću slavnih Rock and Rolla, 1999. godine.

## Singl ploče
| 1961. | "Runaway (autor: Del Shannon)"          | 1  | 1  |
| 1961. | "Hats Off to Larry"                     | 5  | 6  |
| 1961. | "So Long Baby"                          | 28 | 10 |
| 1961. | "Hey! Little Girl"                      | 38 | 2  |
| 1962. | "Cry Myself to Sleep"                   | 45 | 29 |
| 1962. | "The Swiss Maid"                        | 64 | 2  |
| 1962. | "Little Town Flirt"                     | 12 | 4  |
| 1963. | "Two Kinds of Teardrops"                | 50 | 5  |
| 1963. | "From Me to You" (The Beatles)          | 77 | -  |
| 1963. | "Two Silhouettes"                       | -  | 23 |
| 1963. | "Sue's Gotta Be Mine"                   | 71 | 21 |
| 1964. | "Mary Jane"                             | -  | 35 |
| 1964. | "Handy Man"                             | 22 | 36 |
| 1964. | "Do You Wanna Dance"                    | 43 | -  |
| 1964. | "Keep Searchin' (We'll Follow the Sun)" | 9  | 3  |
| 1965. | "Stranger in Town"                      | 30 | 40 |
| 1965. | "Break Up"                              | 95 | -  |
| 1966. | "The Big Hurt"                          | 94 | -  |
| 1981. | "Sea of Love"                           | 33 | -  |

## Vanjske poveznice
- Službene stranice